# Tesouro de Guarrazar

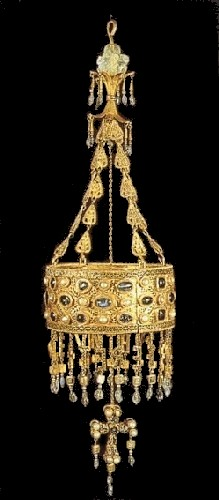
Coroa votiva com cruz, Paris.

O Tesouro de Guarrazar é um achado arqueológico visigótico da Península Ibérica composto por vinte e seis coroas e cruzes votivas em ouro que teriam sido oferecidas no século VII pelos reis visigodos à igreja católica, como gesto de ortodoxia da sua fé e de respeito pela hierarquia eclesiástica da Hispânia.
O tesouro foi descoberto entre 1858 e 1861 num campo de cultivo chamado "Guarrazar" em Guadamur, muito próximo de Toledo. O tesouro está dividido, com parte dos objectos no Museu de Cluny, em Paris  e outra parte no Museu Arqueológico Nacional de Espanha, em Madrid, embora grande parte dos objectos originais tenha desaparecido ou sido roubada.
As peças sobreviventes mais valiosas da descoberta foram duas coroas votivas reais: uma do rei Recesvinto e outra do rei Suíntila. Ambas em ouro, incrustadas de safiras, pérolas e outras pedras preciosas. A coroa do rei Suíntila foi roubada em 1921 e nunca mais recuperada, tal como muitas outras pequenas coroas, cruzes votivas e algumas fíbulas (fivelas de cinto) desaparecidas.
As jóias descobertas em Guarrazar fazem parte de uma tradição ibérica contínua de trabalhos de joalharia em metal que remonta à pré-história. Estas peças visigóticas foram muito influenciadas pelos bizantinos, embora as técnicas de incrustação de pedras fossem praticadas por todos os povos germânicos, bem como a caligrafia utilizada. As coroas, de forma tipicamente bizantina, não foram feitas para ser usadas, mas sim como ofertas aos templos da igreja, para pendurar por cima do altar.

## Imagens

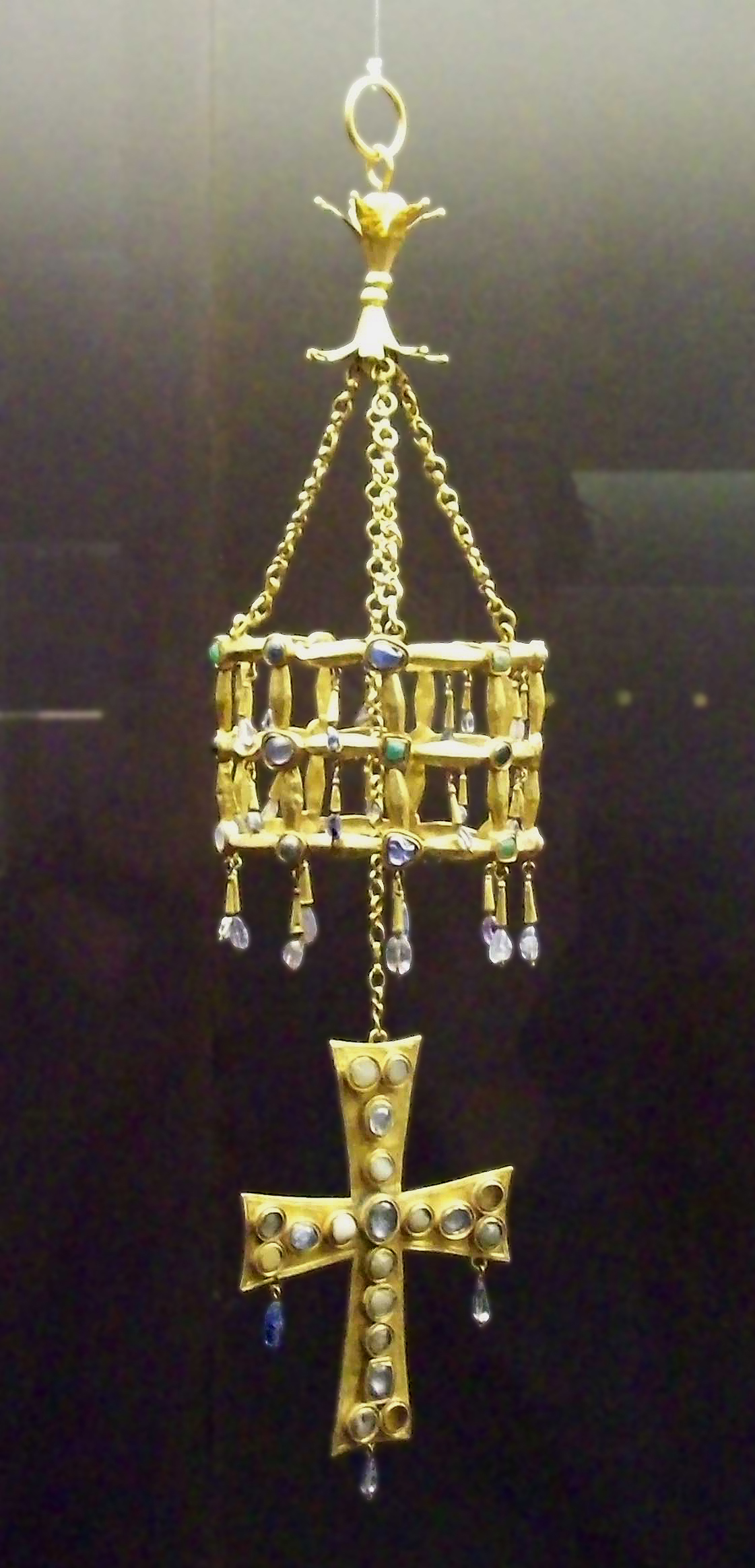
Coroa com cruz votiva do Tesouro de Guarrazar, Madrid
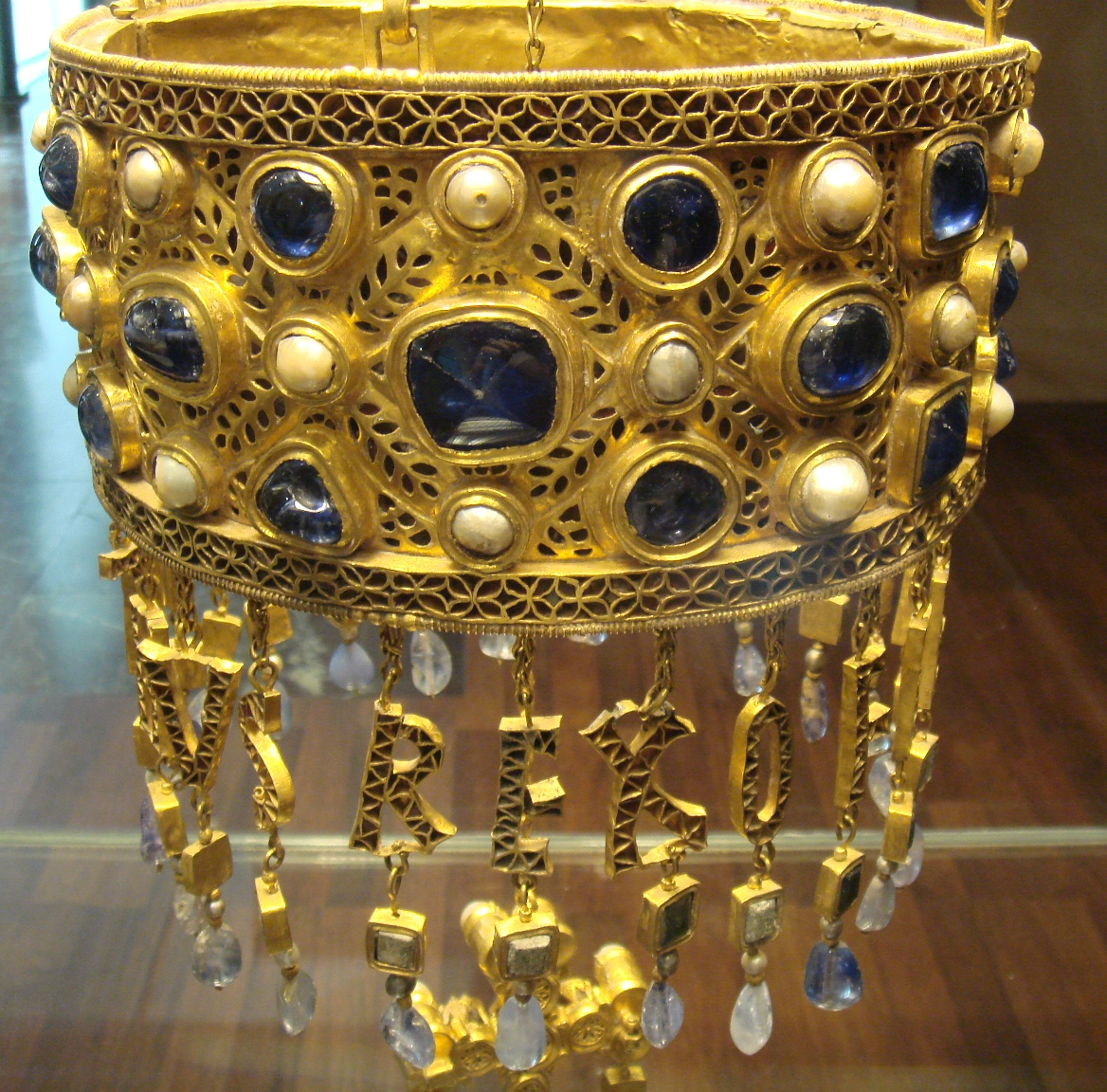
Coroa de Recesvinto, onde se lê [R]ECCESVINTUVS REX DEFERET, Madrid.
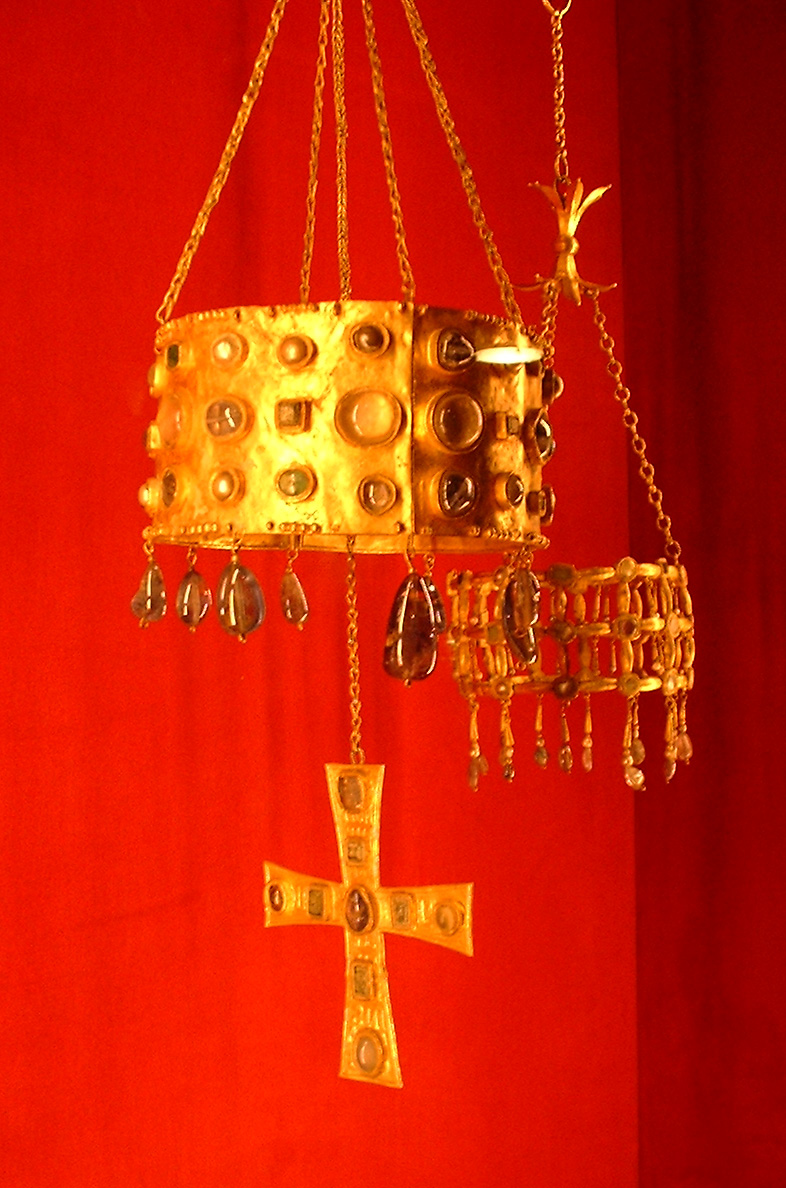
Coroas votivas, Musée de Cluny.